# Теофанія
Теофанія (грец. Θεοφανεια богоявлення) — безпосереднє явлення божества в різних релігіях.

## Давньогрецька релігія
Теофанія типова для більшості як політеїстичних, так і монотеїстичних релігій. Так, теофанія звична для релігії давньої Греції: у творчості Гомера олімпійські боги безпосередньо постають людьми і втручаються в хід Троянської війни, багато героїв ведуть свій рід безпосередньо від богів і богинь, які поєднувалися зі смертними жінками (Геракл) або чоловіками (Еней).
В античній культурі теофанія увійшла як в релігійну практику (наприклад, в Дельфах відзначалися щорічні Теофанії на честь бога Аполлона, присвячені його народженню і явленню людям), так і в літературну і театральну традицію (теофанія Артеміди у фіналі драми «Іполіт» Еврипіда, традиція Deus Ex Machina в античній драматургії тощо).

## Старий і Новий Завіт
В юдаїзмі і старозавітній традиції бог Яхве, на відміну від елліністичних релігій, не приймає антропоморфну форму, тому теофанія в Старому Завіті символізувала: бог являється як пророкам, так і, в деяких випадках, народу, у вигляді, опосередкованому явищами природи, причому існують вибрані місця теофаній (гори Синай і Теман, міста Сихем і Шела):
| Гора Синай уся диміла від того, що Господь зійшов на неї в огні! І піднявся дим її, немов дим з печі, і вся гора сильно коливалася; і звук трубний ставав сильніше і сильніше. Мойсей говорить, а Бог відповідає йому голосно. (Вих. 19:21) |
У християнстві присутні обидва типи теофанії: і «безособова» старозавітного типу, і «особиста». Прикладом першої є теофанія П'ятидесятниці — поблажливість Святого Духу до апостолів:
| Аж ось пролунав зненацька з неба шум, ніби буря раптова зірвалася, і переповнила ввесь той дім, де вони знаходилися. І з'явились їм поділені язики, мов вогонь, і осів на кожному з них. (Дії 2:2-3) |
Обидві теофанії дуже подібні: перша святкується в юдаїзмі як Шавуот, що відзначається на 50-й день після Песаха, друга — як День Святої Трійці, що відзначається на 50-й день після Великодня. Іоанн Павло II відзначає схожість обох теофаній — як у проявах, так і символізм: Синайська теофанія знаменувала дарування старозаповітних законів народу Ізраїлю, теофанія п'ятидесятниці — народження апостольської церкви і «народу Божого».
У Новому Завіті «особистою» теофанією є як все земне життя Ісуса Христа, так і його явлення після Воскресіння.

## Свято Теофанія
Ранні християнські культи запозичували обрядовість як в юдейській традиції синагогального богослужіння, так і в елліністичних культах. Свято Теофанія спочатку було близьким скоріше до елліністичної, ніж до власне ранньохристиянської есхатологічної ідеології: саме для еллінізму і римської традиції були характерні святкування днів народження (як у випадку Дельфійських Теофаній), для ранніх християн днями народження до нового, небесного життя (лат. dies natales) були дати їх смерті.
Вперше святкування Теофанії (одночасно з Різдвом Христовим) з'явилося в гностичних громадах II століття н. е. Саме гностицизм з його спробою об'єднання елліністичних культів з християнством привніс античну традицію прославлення народження до християнства: ця традиція була сприйнята східними церквами та одночасне святкування теофанії та різдва тривало так IV — V ст початку н. е. В «Апостольських постановах» (грец. Λιαταγαί των αγιων αποστόλων, лат. Constitutiones apostolicae, IV—V століття) згадується окреме від Різдва свято Теофанія (Епіфанії) як свято сходження Бога на землю, проте в цьому джерелі свято пов'язується не тільки з хрещенням, а й з поклонінням волхвів, чудо в Кані Галілейській, і іншими епізодами новозаповітних теофаній.
У сучасному православ'ї теофанія (Богоявлення) — одне з двунадесятих православних свят. Святкується Хрещення Господнє, коли ясно явилася уся Пресвята Трійця — Бог Син хрестився, Бог Отець свідчив Його своїм голосом, а Бог Дух Святий зійшов на Нього у вигляді голуба.
На відміну від халкедонських церков (православних, католиків, протестантів), давньосхідні православні церкви й досі святкують Теофанію як загальний спомин приходу в світ Спасителя, не маючи окремого свята Різдва.